# Wolfsanger / Hasenhecke
Das ehemalige Dorf Wolfsanger ist seit 1936 ein Stadtteil von Kassel in Nordhessen. Zahlreiche größere Höfe prägten noch bis vor wenigen Jahrzehnten das Ortsbild. Vor dem „Interessentenwald“ befindet sich die ehemalige Kasernenanlage „Hasenhecke“, die eine der ersten Umnutzungen militärischer Liegenschaften in Kassel war. Im Zuge der vergangenen Jahre wurden am nordöstlichen Ortsrand um das Sportzentrum weitere Grundstücke zur Eigenheimbebauung erschlossen.

## Geschichte
Wolfsangers erste Erwähnung, als „Vulvisanger“, erfolgte in einer Urkunde Kaiser Karls des Großen vom 1. Dezember 811, ausgestellt zu Aachen. Zu diesem Zeitpunkt war es bereits eine ansehnliche Siedlung im Grenzbereich des sächsischen und fränkischen Stammesgebiets. Zwei Jahre später wurde der erste bekannte Angehörige des Geschlechts der Esikonen, der sächsische Edle Hiddi, der als Anhänger Karls des Großen sein Land hatte verlassen müssen, von Karl bei Wolfsanger als Graf im sächsischen Hessengau eingesetzt. Wolfsanger ist damit der älteste urkundlich bezeugte Teil Kassels und über 100 Jahre älter als Kassel selbst. In Wolfsanger entstand durch die Ansiedlung sächsischer Flüchtlinge eine fränkisch-sächsischen Doppelsiedlung mit einer alten fränkischen Taufkirche, die Johannes dem Täufer geweiht wurde. Wolfsanger war Gerichtsstätte, und schon um 1100 wurde dort Recht gesprochen.
1841 wurde eine Kaltwasserheilanstalt mit ärztlicher Betreuung eingerichtet. Bad Wolfsanger genoss einige Jahrzehnte lang einen guten Ruf.
Am 3. Oktober 1943, dem Erntedanktag, wurden Kassel, Wolfsanger und weitere Orte des Umlandes durch Bombenangriffe der alliierten Luftwaffe zerstört. Auch die 1725 erbaute Johanniskirche brannte vollkommen aus. Nur 28 Häuser standen noch. Der dörfliche Charakter Wolfsangers ging damit nahezu verloren.

## Politik

### Ortsbeiratswahl
Die Wahlbeteiligung bei der Ortsbeiratswahl 2021 lag bei 47,0 %.

### Wahlen im Stadtteil
| Jahr | Wahl                        | Wbt.  | CDU  | SPD  | AfD  | Grüne | Linke | BSW | FDP  | FW  | Sonst. |
| ---- | --------------------------- | ----- | ---- | ---- | ---- | ----- | ----- | --- | ---- | --- | ------ |
| 2025 | Bundestagswahl              | 82,3  | 26,5 | 21,9 | 17,5 | 11,5  | 9,1   | 6,0 | 3,7  | 1,1 | 2,6    |
| 2024 | Europawahl                  | 61,2  | 28,6 | 19,4 | 14,0 | 11,8  | 3,0   | 6,0 | 4,7  | 1,7 | 10,8   |
| 2023 | Landtagswahl                | 63,5  | 32,3 | 18,2 | 20,1 | 13,9  | 3,7   | —   | 4,5  | 2,7 | 4,6    |
| 2021 | Bundestagswahl              | 75,9  | 21,4 | 32,9 | 8,5  | 13,9  | 5,0   | —   | 10,8 | 1,5 |        |
| 2021 | Ortsbeirat                  | 47,0  | 29,2 | 38,8 | —    | 19,9  | —     | —   | 4,6  | 7,4 | —      |
| 2021 | Stadtverordnetenversammlung | 46,9  | 26,8 | 32,2 | 7,0  | 17,8  | 5,4   | —   | 6,4  | 2,4 | 2,21   |
| 2016 | Ortsbeirat                  | 48,2  | 29,7 | 41,3 | —    | 15,8  | —     | —   | 6,9  | 9,4 | —      |
| 2016 | Stadtverordnetenversammlung | 48,2  | 26,0 | 33,5 | 14,6 | 10,5  | 6,0   | —   | 5,8  | 2,8 | 0,92   |
| 2011 | Ortsbeirat                  | 46,4  | 28,7 | 49,2 | —    | 15,5  | —     | —   | 1,7  | 4,9 | —      |
| 2011 | Stadtverordnetenversammlung | 46,2  | 27,8 | 44,3 | —    | 15,7  | 4,6   | —   | 2,8  | 2,7 | 2,13   |
| 2006 | Ortsbeirat                  | 41,9  | 33,2 | 51,0 | —    | 9,3   | —     | —   | 6,5  | —   | —      |
| 2001 | Ortsbeirat                  | k. A. | 39,5 | 39,7 | —    | 10,5  | —     | —   | 4,8  | —   | —      |

Fußnoten
1 2021: zusätzlich: Bienen: 1,4 %; PARTEI: 0,8 %

2 2016: zusätzlich: Piraten: 0,9 %

3 2011: zusätzlich: Piraten: 1,8 %; AUF-Kassel: 0,3 %

## Kragenhof
Zum Ortsbezirk gehört auch das Gut Kragenhof, eine Kasseler Exklave in einem Fuldabogen. Es hat die Postleitzahl 34355 und die Telefonvorwahl 05543 der niedersächsischen Gemeinde Staufenberg.

## Sport
Der größte Verein ist der TSV Wolfsanger mit 1210 Mitgliedern (Stand 09/24). Er bietet Fußball-, Handball-, Turn- und Judoangebote an. Die Turnabteilung bietet ein großes Angebot an Kursen für jedermann.
Ausrichter der jährlichen Karneval-Veranstaltung in der Ernst-Freudenthal-Halle, bei der über ein Wochenende verschiedene Themenfeiern stattfinden, ist der VfL Wolfsanger e. V.

## Persönlichkeiten
- Wilhelm Ludwig von Eschwege (1777–1855), Bergmann, Geologe und Geograph, lebte ab 1850 im Ort
- Ernst von Eschwege (1818–1901), Jurist und als Vertreter des Domänenfiskus Mitglied der Ersten Kammer des kurhessischen Kommunallandtags
- Rudolf von Eschwege (1821–1875), Offizier und Mitglied der Ersten Kammer der kurhessischen Ständeversammlung
- August Christian Riekel (1897–1967), Erziehungswissenschaftler und Drehbuchautor, geboren in Wolfsanger
- Holger Börner (1931–2006), Politiker (SPD) und Ministerpräsident des Landes Hessen, geboren in Wolfsanger
- Wolfgang Decker (* 1955), hessischer Politiker (SPD) und ehemaliger Abgeordneter des Hessischen Landtags
- Marc Stendera (* 1995), Fußballspieler im deutschen Profibereich
- Colin Diehl (* 2000), Fußballschiedsrichter im Profibereich, geboren in Wolfsanger